# Пархим
Пархим (њем. Parchim) град је у њемачкој савезној држави Мекленбург-Западна Померанија. Једно је од 76 општинских средишта округа Пархим. Према процјени из 2010. у граду је живјело 18.831 становника. Посједује регионалну шифру (AGS) 13060056.

## Географски и демографски подаци
Пархим се налази у савезној држави Мекленбург-Западна Померанија у округу Пархим. Град се налази на надморској висини од 50 метара. Површина општине износи 106,7 km². У самом граду је, према процјени из 2010. године, живјело 18.831 становника. Просјечна густина становништва износи 177 становника/km².

## Међународна сарадња
| Мјесто    | Држава               | Врста сарадње | Од    |
| --------- | -------------------- | ------------- | ----- |
| Валга     | Естонија             | партнерство   | 1993. |
| Вентспилс | Летонија             | партнерство   | 1993. |
| Јауре     | Холандија            | контакт       | 1996. |
| Грејвшам  | Уједињено Краљевство | контакт       | 1992. |
|           | Француска            | партнерство   | 1971. |
|           | Тајван               | партнерство   | 1999. |
| Извор     |                      |               |       |